# Château de Sainte-Fortunade
Le château de Sainte-Fortunade est un bâtiment situé dans la commune de Sainte-Fortunade, dans le département de la Corrèze. 

## Historique
Le château initial, du XVe siècle, qui appartenait aux chevaliers de Tulle, a été remanié au XIXe siècle. 
La mairie achète le château en 1952, pour y installer les services municipaux. 
Le château est inscrit au titre des monuments historiques depuis le 18 avril 1997.